# Pasundan
El Estado de Pasundan (en indonesio y sondanés,  Negara Pasundan) fue un estado federal (negara bagian) creado en la parte occidental de la isla indonesia de Java por los Países Bajos en 1948, tras el Acuerdo de Linggadjati. Era similar al área geográfica que ahora abarca las provincias actuales de Java Occidental, Bantén y Yakarta.
Una República de Pasundan (en indonesio: Republik Pasundan) se declaró el 4 de mayo de 1947 pero se disolvió ese mismo año. El 26 de febrero de 1948, se estableció el Estado de Java Occidental (Negara Jawa Barat) y, el 24 de abril de 1948, el estado pasó a llamarse Pasundan. Pasundan se convirtió en un estado federal de los Estados Unidos de Indonesia en 1949, pero se incorporó a la República de Indonesia (que también formaba parte de los EE. UU. indonesios) el 11 de marzo de 1950.
En 2009, hubo una propuesta para cambiar el nombre de la actual provincia de Java Occidental a Pasundan ("Provincia de los Sondaneses").

## Trasfondo

### Desarrollo
El 17 de agosto de 1945, Sukarno proclamó la independencia de Indonesia, que había sido una colonia neerlandesa y luego había sido ocupada por los japoneses desde 1942. Los neerlandeses deseaban mantener el control y estalló un conflicto armado. En noviembre de 1946, tras la presión internacional, los indonesios y los neerlandeses firmaron el Acuerdo de Linggadjati, en el que los neerlandeses reconocieron la autoridad de facto de Indonesia sobre Java y Sumatra y ambas partes acordaron cooperar en el establecimiento de los Estados Unidos de Indonesia, que comprendían la República, Borneo e Indonesia oriental. Sin embargo, los neerlandeses comenzaron a crear estados federales unilateralmente, comenzando con el estado de Indonesia Oriental en diciembre de 1946. En julio de 1947, el costo para los neerlandeses de mantener las fuerzas militares en Indonesia y el deseo de recuperar el acceso a los recursos de Java y Sumatra llevaron a la decisión de atacar la República. A la medianoche del 30 de julio de 1947, los neerlandeses lanzaron una "acción policial" y tomaron el control de Java Occidental y Madura, así como las áreas alrededor de Semarang, Medan y Palembang.

### Estado de Pasundan de Suriakartalegawa
El primer intento de establecer un estado independiente de Pasundan fue realizado por un aristócrata sondanés llamado Musa Suriakartalegawa, quien luego afirmó que fue por sugerencia del asesor político del teniente gobernador de las Indias Orientales Neerlandesas Hubertus van Mook. Comenzó a sentar las bases del estado al establecer el Partido Popular Pasundan (Partai Rakyat Pasundan, PRP) el 18 de noviembre de 1946, con Raden Sadikin como presidente del partido. El partido en sí se estableció como respuesta a la falta de representación sondanés en la Conferencia de Malino y la Conferencia de Pangkalpinang.
Utilizando al partido como base de apoyo, Suriakartalegawa estableció el estado de Pasundan en las pequeñas áreas de Java Occidental todavía controladas por los neerlandeses. La independencia se proclamó el 4 de mayo de 1947. Las fuerzas militares neerlandesas proporcionaron camiones para transportar a las personas al lugar de la proclamación y durante la ceremonia, los oficiales de la policía militar neerlandesa entregaron a los asistentes banderas de Pasundan para alentarlos a desfilar en apoyo del estado. Suriakartalegawa se designó a sí mismo como presidente y Koestomo como primer ministro en un gobierno provisional. Los neerlandeses apoyaron a Suriakartalegawa proporcionando instalaciones como la prensa y la radio, mientras que el Servicio de Ilustración de los holandeses ayudó a difundir panfletos de propaganda del PRP.
El establecimiento del estado fue denunciado por los aristócratas y plebeyos sondaneses y no disminuyó el apoyo de la gente a la República de Indonesia. Wiranatakusumah y su familia enviaron un telegrama a Sukarno el 6 de mayo de 1947 en el que se oponían al establecimiento del estado de Pasundan. Se llevaron a cabo reuniones públicas en Java Occidental para oponerse a la formación del estado, y el ejército indonesio en Garut anunció una recompensa de 10.000 IDR por la captura de Suriakartalegawa, vivo o muerto. El hijo y la madre de Suriakartalegawa se pronunciaron en contra de la formación del estado en la Radio Republik Indonesia.
Tras los informes de prensa sobre la naturaleza absurda del estado, y notando la falta de apoyo al mismo, el Servicio de Información del Gobierno de los Países Bajos retiró su apoyo. El estado de Suriakartalegawa prácticamente desapareció después de la "acción policial" neerlandesa de julio de 1947. El establecimiento de Pasundun convenció al lado republicano de la intención holandesa de "dividir y gobernar" y mantener su control sobre Indonesia.

### Conferencias de Java Occidental
Tras la "acción policial", las autoridades neerlandesas establecieron una organización para administrar las zonas sobre las que habían ganado el control. Este fue encabezado por los Comisionados del Gobierno para Asuntos Administrativos (en neerlandés: Regeringscommissarissen vor Bestuursaangelegenheden (Recomba)). La Recomba de Java Occidental organizó una serie de conferencias en las que participaron varios grupos de Java Occidental para establecer un nuevo estado de Pasundan. Se celebraron tres conferencias, todas en la ciudad de Bandung.
La primera conferencia se celebró del 13 al 18 de noviembre de 1947. Asistieron 50 delegados de todas las regiones de Java Occidental y se discutieron asuntos relacionados con el gobierno del estado de Pasundan, la integración entre funcionarios neerlandeses e indonesios y los esfuerzos para restaurar la paz y la seguridad en Java Occidental. La conferencia logró formar un comité de enlace entre los funcionarios neerlandeses e indonesios, encabezado por Hilman Djajadiningrat (entonces gobernador de Yakarta).
La siguiente conferencia se celebró un mes después, del 16 al 20 de diciembre de 1947. Asistió un mayor número de delegados (170 delegados). En lugar de representar únicamente al pueblo de sondanés, los delegados también procedían de minorías de Java Occidental (chinos, árabes, europeos, indios). Se nombró a cinco personas más para el comité de enlace, tres de las cuales representaban a minorías. El comité de enlace pasó a llamarse comité preparatorio.
Hubo tres opiniones sobre la formación del estado de Pasundan. La mayoría de los delegados optaron por establecer un gobierno definitivo, mientras que los demás (principalmente pro-indonesios) optaron por un gobierno de transición o se negaron a formar un gobierno hasta la celebración de un referéndum. Los delegados presentaron tres mociones a la conferencia. Aunque estas mociones tenían diferencias, se consideró que todas tenían un objetivo común y, tras las negociaciones, se combinaron en forma de una resolución que establecía que la próxima conferencia debería formar un gobierno provisional para Java Occidental con un parlamento.
En enero de 1948, tras la presión internacional, los republicanos indonesios y los neerlandeses firmaron el Acuerdo de Renville, que reconocía la autoridad neerlandesa sobre Indonesia en espera de la cesión de la soberanía a los Estados Unidos de Indonesia, de los cuales la República de Indonesia sería un componente. Las regiones tendrían la opción de decidir si unirse a los EE. UU. o a la República de Indonesia. El acuerdo también llevó a la división de Java en áreas de control neerlandés y de la República de Indonesia separadas por una línea de alto el fuego conocida como la línea van Mook. La región de Pasundan estaba dentro del área controlada por los neerlandeses.
La tercera y última conferencia de Java Occidental se celebró del 23 de febrero al 5 de marzo de 1948. De los 100 delegados, 53 fueron elegidos por elección indirecta y 43 designados por los neerlandeses. La mayoría de estos delegados eran pro-Indonesia, y una minoría nacionalista particularmente vocal expresó su oposición al establecimiento de un estado separado sin un referéndum, como se especifica en el Acuerdo de Renville. En esta conferencia, el republicano RAA Wiranatakusumah, que había servido en el primer gabinete de Indonesia, fue elegido por un estrecho margen como jefe de Estado, o wali negara, y el jefe de la facción pro republicana, Adil Poeradiredja, fue elegido primer ministro. Los delegados a la conferencia se convirtieron posteriormente en el parlamento de Pasundan.

## Establecimiento del estado de Pasundan
El 26 de febrero de 1948, el gobierno de las Indias Orientales Neerlandesas expresó su aprobación a la resolución que establecía un gobierno provisional de Java Occidental, posteriormente rebautizado como Pasundan, y el estado entró en vigor. El gabinete prestó juramento el 8 de mayo. Los indonesios que apoyaban al estado eran aquellos que estaban insatisfechos con sus posiciones dentro de la República de Indonesia o que creían que la república no sobreviviría y querían proteger los intereses de la gente étnica sondanesa dentro de un estado sondanés en un estado federal apoyado por Países Bajos. Sin embargo, el apoyo a la República de Indonesia fue tan fuerte entre los miembros del parlamento y el gabinete, que las autoridades neerlandesas en Batavia se sintieron obligadas a controlar muchos aspectos de la vida de Pasundan y restringir las libertades civiles, incluido el derecho de reunión. Algunos poderes fueron transferidos al gobierno de Pasundan, pero estos fueron severamente limitados, y los neerlandeses incluso mantuvieron el control de la educación secundaria y superior, así como de la radio, los periódicos y las oficinas de información.
El 19 de diciembre de 1948, los neerlandeses lanzaron una segunda "acción policial" contra las áreas controladas por la República. Las fuerzas neerlandesas capturaron la capital republicana, Yogyakarta, y detuvieron al presidente Sukarno. En protesta, el gabinete de Padundan, junto con el gabinete del estado federal más grande, el Estado de Indonesia Oriental, dimitió, para vergüenza de los neerlandeses, que habían planeado una conferencia para discutir la forma del estado federal indonesio. El primer ministro Adil Poeradiredja se negó a formar un nuevo gabinete y su reemplazo de 6 miembros fue formado por Djumhana Wiriaatmadja. Sin embargo, la postura antineerlandesa del nuevo gabinete enfureció a la administración de Batavia, que amenazó con arrestar a miembros clave del gobierno e instalar un gobierno militar. Posteriormente, cuatro miembros del gabinete dimitieron, al igual que Djumhana el 28 de enero de 1949. Luego formó un gabinete más aceptable para los neerlandeses. A principios de marzo de 1949, el primer ministro Djumhana formó parte de la delegación de la Asamblea Consultiva Federal, en representación de los estados indonesios no republicanos, que participó en las negociaciones con el presidente de Indonesia Sukarno y otros altos funcionarios en la isla de Bangka, donde Sukarno había sido exiliado por el holandés. Ambas partes de estas negociaciones, junto con los neerlandeses, participaron luego en la conferencia de mesa redonda indonesio-neerlandesa en La Haya de agosto a noviembre. Esta conferencia llevó a los neerlandeses a transferir la soberanía a los Estados Unidos de Indonesia, con Pasundan como uno de sus componentes, el 27 de diciembre.

## Disolución
El gobierno de Pasundan, patrocinado por los neerlandeses, nunca tuvo el control de toda el área que oficialmente constituía el estado. En el momento de su establecimiento, alrededor del 25 por ciento del área estaba en manos de grupos islámicos antineerlandeses, incluido Darul Islam. Incluso después de la segunda "acción policial" neerlandesa lanzada contra la República en diciembre de 1948, sólo un tercio del estado estaba controlado por los neerlandeses.
El 23 de enero de 1950, la Legión de Ratu Adil (APRA) de Raymond Westerling lanzó un intento de golpe. Ocuparon lugares clave en Bandung y luego se dirigieron a Yakarta para atacar el gabinete de los Estados Unidos de Indonesia. El golpe fracasó, pero el hecho de que hubiera sido lanzado desde Pasundan y de que varios líderes pasundan fueran arrestados por su participación dañó gravemente la credibilidad del estado. El 9 de febrero, un día después de que el gabinete de la USI aprobara una ley de emergencia que transfiriera la autoridad del gobierno de Pasundan a un comisionado estatal para Pasundan, Wiranatakusumah entregó sus poderes. Al mes siguiente, Pasundan y varios otros estados solicitaron que se fusionaran en la República de Indonesia. El 11 de marzo de 1950, el estado de Pasundan pasó a formar parte de la República y dejó de existir como entidad separada.